# Muret-le-Château
Muret-le-Château – miejscowość i gmina we Francji, w regionie Oksytania, w departamencie Aveyron. W 2013 roku populacja Muret-le-Château wynosiła 349 mieszkańców. Przez teren gminy przepływa rzeka Dourdou de Conques. 